# Nicolas Bréon
Pour les articles homonymes, voir Bréon.
 (mars 2019).
Si vous disposez d'ouvrages ou d'articles de référence ou si vous connaissez des sites web de qualité traitant du thème abordé ici, merci de compléter l'article en donnant les références utiles à sa vérifiabilité et en les liant à la section « Notes et références ».
Nicolas Bréon, né le 25 septembre 1785 et mort le 19 juin 1864 à Noyon  est un botaniste français à l'origine de l'actuel Jardin de l'État de Saint-Denis de La Réunion, dont il fut le premier directeur. Il fut par ailleurs l'ami d'Adrien de Jussieu.

## Biographie
Nicolas Bréon devient jardinier au Muséum national d'histoire naturelle de Paris à 24 ans. Botaniste de la Marine française en 1815, il s'embarque l'année suivante pour l'île Bourbon, aujourd'hui la Réunion.
Il y débarque en juin 1817 avec une collection de graines d'arbres fruitiers européens. Stockée dans les cales des navires Golo et Normandie par lesquels il voyage, elle est destinée à être cultivée en vue d'une distribution aux colons. Dans les mois qui suivent son arrivée, il trace les plans du jardin où il souhaite l'acclimater et on appelle alors ce dernier Jardin du Roy. C'est probablement durant la même année 1817 qu'il fait planter des manguiers le long de la rue de Paris, soit celle qui débouche sur l'entrée principale du parc de quelques hectares.
En 1817 il envoie en France, au jardinier du duc d'Orléans (le futur roi Louis-Philippe), des graines de rosiers hybrides apparues spontanément. Celui-ci les baptise « rosiers de l'île Bourbon » (Rosier Bourbon). En outre, il est le premier à identifier en 1819 les sources thermales de Cilaos, sur les traces desquelles il avait été envoyé par le gouverneur Pierre Bernard Milius.
En 1819 on lui décerne le titre de Jardinier-Botaniste du roi pour les services rendus sur l'île Bourbon. 
Dans les années qui suivent, Nicolas Bréon effectue depuis Bourbon plusieurs voyages à Madagascar. Ainsi, on le retrouve à l'île Sainte-Marie en 1818 et au pays d'Anosy en 1824. Entre-temps, il voyage en Arabie, ce qui lui permet d'introduire l'espèce Cordia amplifolia dans la colonie en vue de fournir de l'ombre aux caféiers qui y sont cultivés. Il la ramène de Moka au Yémen.
Il est possible qu'il ait ensuite effectué un voyage en Extrême-Orient en 1824 ou 1825 puisqu'on rapporte qu'il a introduit dans la colonie le néflier du Japon (Eriobotrya japonica) en 1825. La même année, il introduit par ailleurs dans le jardin un arbre pouvant atteindre dix mètres de haut originaire des Philippines, le mambolo (Dispyros philippunes).
En tout cas, il est certain qu'il s'est aussi déplacé à l'île Maurice et qu'il s'est fait envoyer des espèces d'Afrique australe, de Ceylan et d'Inde.
Après son retour en France il rachète à Grandidier la boutique de graines "au Coq Hardi", quai de la mégisserie à Paris. Il diversifie alors l'assortiment avec des graines exotiques provenant de ses voyages.
En 1841 il est nommé président du Cercle d'Horticulture devenu par la suite la Société nationale d'Horticulture.

## Postérité
Lorsqu'il est remplacé par Jean-Michel-Claude Richard au poste de directeur du jardin en 1831, Nicolas Bréon a introduit à Bourbon plus de huit cents espèces de plantes rares parmi lesquelles la canne à sucre de Batavia. Il y a également amené près de soixante espèces d'arbres fruitiers.
Il a par ailleurs fait publier par l'Imprimerie du Gouvernement un Catalogue des plantes cultivées aux jardins botanique et de naturalisation de l'île Bourbon de 93 pages en 1825.
Un genre végétal décrit par Achille Richard porte le nom scientifique de Breonia en son honneur. Parmi les espèces de ce genre, on trouve un bel arbre des forêts de l'Est malgache, le molopangady.